# Almetjewsk
Almetjewsk (russisch Альме́тьевск; tatarisch Әлмәт Älmät) ist eine Großstadt mit 146.393 Einwohnern (Stand 14. Oktober 2010) in der autonomen Republik Tatarstan in Russland. Sie befindet sich am linken Ufer des Sai, eines Nebenflusses der Kama, 279 km südöstlich der Republikhauptstadt Kasan. Die nächstgelegene Stadt ist das 35 km südlich gelegene Leninogorsk.

## Geschichte
Am Ort des heutigen Almetjewsk befand sich seit etwa dem 17. Jahrhundert ein tatarisches Dorf namens Almet (russische Form Almetjewo), das auch der Stadt ihren Namen gab. Von diesem Dorf ist bis heute eine Moschee aus den 1870er-Jahren erhalten geblieben. Das Dorf wurde am 10. August 1930 Verwaltungssitz eines Rajons.
Das moderne Almetjewsk entstand als eine der jüngsten Städte in Tatarstan Anfang der 1950er-Jahre als Arbeitersiedlung bei einem Erdölfeld. Am 25. März 1952 erhielt diese Ortschaft den Status eine Siedlung städtischen Typs und am 3. November 1953 die Stadtrechte. Um 1960 hatte Almetjewsk bereits über 50.000 Einwohner und überschritt Mitte der 1970er-Jahre die Großstadtmarke von 100.000 Einwohnern.
| Jahr | Einwohner |
| ---- | --------- |
| 1939 | 3.094     |
| 1959 | 50.949    |
| 1970 | 87.092    |
| 1979 | 109.579   |
| 1989 | 129.008   |
| 2002 | 140.437   |
| 2010 | 146.393   |

Anmerkung: Volkszählungsdaten

## Sport
Der Eishockeyverein HK Neftjanik Almetjewsk nimmt am Spielbetrieb der zweithöchsten russischen Spielklasse teil und gewann deren Austragungen 1994, 2000 sowie 2016.
Das Gasförderunternehmen Tatneft hat den Bau eines Gebäudes mit moderner Ausstattung für den Schachklub finanziert.
Am Stadtrand befindet sich eine Trabrennbahn und Ställe für Rennpferde.

## Wirtschaft und Verkehr
Almetjewsk gilt als bedeutendes Zentrum der Ölförderung. Hier beginnt die Erdölleitung Freundschaft, eine Pipeline, die Erdöl nach Ost- und Mitteleuropa transportiert; weitere Pipelines führen nach Nischni Nowgorod, Samara und Perm. Das Mineralölunternehmen Tatneft hat seinen Firmensitz in der Stadt. Viele der Industriebetriebe der Stadt – darunter jene aus den Bereichen Maschinenbau, Stahlbeton- oder Röhrenherstellung (Almetjewski trubny sawod (ATS) –- ein Werk der United Metallurgical Company) – stehen ebenfalls mit der Ölförderung und dem Betrieb der Pipeline in Verbindung.
Die Stadt hat einen Bahnhof, einen Busbahnhof sowie nahe der Stadt Bugulma auch einen regionalen Flughafen. Innerhalb der Stadt existiert ein eigenständiges Trolleybusnetz.
Almetjewsk ist an die föderale Fernstraße R239 und an die neu gebaute Autobahn Schali–Bawly angeschlossen.

## Söhne und Töchter der Stadt
- Dinara Usbekowa (1933–2020), Pharmakologin und Hochschullehrerin
- Irina Larotschkina (* 1950), Geologin und Politikerin
- Rawil Ulfatowitsch Maganow (1954–2022), Manager
- Albert Wischnjakow (* 1983), Eishockeyspieler
- Wassili Tokranow (* 1989), Eishockeyspieler
- Artur Sainutdinow (* 1992), Eishockeyspieler
- Olga Sossina (* 1992), Eishockeyspielerin